# 1964 год в музыке

## События
- Образована рок-группа The Moody Blues
- Образована рок-группа The Byrds
- Образован дуэт Sonny & Cher
- Образована рок-группа The Who
- Образована группа The Troggs
- Образована группа MC5
- Образована группа The Mothers of Invention
- Образована группа Lynyrd Skynyrd
- The Beatles выпускают свой первый фильм A Hard Day’s Night.

## Выпущенные альбомы
См. также категорию музыкальных альбомов 1964 года.
- Shut Down Volume 2 (The Beach Boys)
- All Summer Long (The Beach Boys)
- The Beach Boys' Christmas Album (The Beach Boys)
- A Hard Day’s Night (The Beatles, 10 июля)
- Beatles For Sale (The Beatles, 4 декабря)
- Hello Broadway (Марвин Гей)
- When I'm Alone I Cry (Марвин Гей)
- Five Live Yardbirds (The Yardbirds) — дебютный альбом

## Лучшие песни года
- «A Change Is Gonna Come» (Сэм Кук)
- «You’ve Lost That Lovin' Feelin'» (The Righteous Brothers)
- «Dancin' in the Streets» (Martha and the Vandellas)
- «The Times They Are A-Changin'» (Боб Дилан)
- «Walk On By» (Дайон Уорвик)
- «You Really Got Me» (The Kinks)
- «House of the Rising Sun» (The Animals)

## Продажи
- Самый продаваемый сингл в Великобритании — «Can’t Buy Me Love» (The Beatles)
- Самый продаваемый альбом в Великобритании — «Beatles For Sale» (The Beatles)
- Самая продаваемая пластинка в СССР — Лев Барашков «На безымянной высоте»
- Самый продаваемый сингл в США (Billboard Hot 100) — «I Want to Hold Your Hand» (The Beatles)
- Самый продаваемый альбом в США (Billboard 200) — звуковая дорожка к мюзиклу Дж. Хермана «Хелло, Долли!» (Луи Армстронг, Барбра Стрейзанд и др.)

## Награды
- «Грэмми» за альбом года — Стэн Гетц и Жуан Жилберту за «Getz/Gilberto»
- «Грэмми» за запись года — Стэн Гетц и Аструд Жилберту за «Девушка из Ипанемы»
- «Грэмми» за песню года — «Hello, Dolly!» (исполнитель — Луи Армстронг)

### Зал славы кантри
- Текс Риттер[1]

## Родились

### Январь
- 6 января — Сергей Кузнецов (ум. 2022) — советский и российский автор песен и музыкант, основатель группы «Ласковый май»
- 10 января — Брэд Робертс[англ.] — канадский певец, музыкант и автор песен, вокалист и гитарист группы Crash Test Dummies
- 11 января — Александр Ведерников (ум. 2020) — советский и российский дирижёр
- 17 января — Энди Рурк (ум. 2023) — британский рок-музыкант, бас-гитарист группы The Smiths
- 19 января — Рикардо Архона — гватемальский певец и музыкант
- 31 января — Джефф Ханнеман (ум. 2013) — американский музыкант, основатель и гитарист группы Slayer

### Февраль
- 5 февраля — Дафф Маккаган — американский музыкант, басист группы Guns N' Roses
- 13 февраля — Дмитрий Ревякин — российский музыкант, поэт и композитор, лидер группы «Калинов мост»
- 20 февраля — Наталия Гулькина — советская и российская певица, солистка группы «Мираж»
- 22 февраля — Дайан Шарлеман[англ.] (ум. 2015) — британская певица и автор песен
- 23 февраля
  - Джон Норум — норвежский и шведский рок-музыкант и композитор, основатель и гитарист группы Europe
  - Эйдзо Сакамото — японский певец и музыкант, вокалист группы Anthem

### Март
- 5 марта — Александр Лаэрсткий — советский и российский певец, музыкант и автор песен
- 10 марта — Нене Черри — шведская певица и автор песен
- 11 марта
  - Юлия Гомельская (ум. 2016) — советский и украинский композитор и музыкальный педагог
  - Винни Пол (ум. 2018) — американский рок-музыкант, барабанщик групп Pantera, Damageplan и Hellyeah
- 19 марта — Олли Линдхольм (ум. 2019) — финский певец и музыкант, солист группы Yö[англ.]
- 20 марта — Наташа Атлас — бельгийская певица
- 30 марта — Трейси Чепмен — американская певица, музыкант и автор песен

### Апрель
- 8 апреля — Биз Марки (ум. 2021) — американский рэпер и продюсер
- 10 апреля
  - Азиза — советская, узбекская и российская эстрадная певица
  - Маргарита Суханкина — советская и российская оперная (меццо-сопрано) и эстрадная певица, вокалистка группы «Мираж»
- 17 апреля — Мэйнард Джеймс Кинан — американский певец, музыкант и продюсер, вокалист группы Tool

### Май
- 30 мая — Вадим Курылёв — советский и российский музыкант, поэт, композитор и аранжировщик, гитарист группы ДДТ
- 31 мая — Дэррил «DMC» Макдэниелс — американский музыкант, рэпер и продюсер, участник группы Run-DMC

### Июнь
- 6 июня — Guru Josh (ум. 2015) — джерсийский диджей, музыкальный продюсер и композитор
- 18 июня — Арег Назарян (ум. 2019) — советский и армянский музыкант, композитор и звукорежиссёр
- 29 июня — Сосо Павлиашвили — советский, грузинский и российский эстрадный певец и автор песен

### Июль
- 20 июля — Крис Корнелл (ум. 2017) — американский музыкант, певец и автор песен, фронтмен групп Soundgarden, Audioslave и Temple of the Dog
- 23 июля — Ник Менца (ум. 2016) — американский рок-музыкант, барабанщик группы Megadeth
- 27 июля — Юрий Клинских (ум. 2000) — советский и российский рок-музыкант, певец и автор песен, основатель и лидер группы «Сектор Газа»
- 31 июля — Си Си Кэтч — немецкая певица нидерландского происхождения

### Август
- 5 августа — Адам «MCA» Яух (ум. 2012) — американский рэпер, композитор и режиссёр, участник группы Beastie Boys
- 6 августа — Сергей Цветков (ум. 2015) — советский и российский артист балета и балетный педагог
- 15 августа  — Алиса Мон — советская и российская эстрадная певица
- 17 августа
  - Наталья Ветлицкая — советская и российская эстрадная певица
  - Паскаль — советский и российский эстрадный певец
- 23 августа — Алёна Апина — советская и российская эстрадная певица, вокалистка группы «Комбинация»

### Сентябрь
- 3 сентября — Рикошет (ум. 2007) — советский и российский певец, музыкант и автор песен, лидер группы «Объект насмешек»
- 4 сентября — Адеш Шривастава (ум. 2015) — индийский композитор и певец
- 7 сентября — Eazy-E (ум. 1995) — американский рэпер, участник группы N.W.A
- 8 сентября — Йохим Нильсен (ум. 2000) — норвежский рок-музыкант и поэт
- 10 сентября
  - Евгений Белоусов (ум. 1997) — советский и российский певец, гитарист и автор песен
  - Егор Летов (ум. 2008) — советский и российский поэт, музыкант, певец и звукорежиссёр, основатель и лидер группы «Гражданская оборона»
- 18 сентября — Алексей Вишня — советский и российский певец, музыкант, звукорежиссёр и продюсер
- 27 сентября — Андрей Климнюк (ум. 2018) — советский и российский певец, автор песен и продюсер

### Октябрь
- 3 октября — Вадим Самойлов — советский и российский певец, гитарист, композитор, поэт, аранжировщик и звукорежиссёр, вокалист группы «Агата Кристи»
- 4 октября — Евгений Осин (ум. 2018) — советский и российский певец, музыкант и автор песен
- 13 октября — Эндрик Воттрих (ум. 2017) — немецкий оперный певец (тенор)
- 20 октября
  - Константин Рябинов (ум. 2020) — советский и российский музыкант, основатель и гитарист группы «Гражданская оборона»
  - Фредерик Чиу — американский пианист
- 23 октября — Роберт Трухильо — американский музыкант, басист группы Metallica

### Ноябрь
- 14 ноября — Джозеф «DJ Run» Симмонс — американский рэпер, диджей и продюсер, участник группы Run-DMC
- 25 ноября — Марк Ланеган (ум. 2022) — американский музыкант, певец и автор песен, основатель и вокалист группы Screaming Trees

### Декабрь
- 9 декабря — Пауль Ландерс — немецкий музыкант, ритм-гитарист группы Rammstein
- 10 декабря — Таисия Повалий — советская, украинская и российская певица
- 13 декабря — Лаки Питерсон (ум. 2020) — американский певец, музыкант и автор песен
- 23 декабря — Эдди Веддер — американский певец и музыкант, вокалист группы Pearl Jam

### Без точной даты
- Кени Ричардс (ум. 2017) — американский музыкант, барабанщик группы Autograph
- Ким Гван Сук (ум. 2018) — северокорейская певица, солистка ансамбля «Почхонбо»

## Скончались
- 25 февраля — Джонни Бёрк (55) — американский поэт-песенник
- 29 марта — Виллем Андриссен (76) — нидерландский пианист, композитор и музыкальный педагог
- 4 апреля — Джон Амадио (80) — австралийский флейтист
- 20 мая — Руди Льюис[англ.] (27) — американский певец, вокалист группы The Drifters
- 15 августа — Эберхард Пройснер (65) — немецкий музыковед, педагог и общественный деятель
- 1 сентября — Джордже Джорджеску (76) — румынский дирижёр, виолончелист и педагог
- 8 сентября — Ахмат Аманбаев (43/44) — советский киргизский композитор, дирижёр и педагог
- 22 сентября — Ислам Абдуллаев (87/88) — азербайджанский певец-ханенде
- 28 сентября — Насио Херб Браун[англ.] (68) — американский автор песен
- 15 октября — Коул Портер (73) — американский композитор и поэт-песенник
- 16 октября — Маргарита Агренева-Славянская (83/84) — русская и американская певица и хоровой дирижёр
- 29 октября — Василий Агапкин (80) — русский и советский военный дирижёр и композитор
- 31 октября — Хмаис Тарнан (70) — тунисский композитор, лютнист и певец
- 18 ноября — Людмила Алексеева (74) — русская и советская балерина, балетмейстер и балетный педагог
- 11 декабря — Сэм Кук (33) — американский певец и музыкант
- без точной даты — Лоран Аллё (66/67) — бельгийский и американский скрипач и альтист